# Gymnastik- och Idrottsföreningen Sundsvall
Il Gymnastik- och Idrottsföreningen Sundsvall, meglio noto come GIF Sundsvall è società calcistica svedese con sede nella città di Sundsvall. Milita in Superettan, la seconda divisione del campionato svedese.
La NP3 Arena, che ospita le partite interne, ha una capacità di 8.500 spettatori.

## Carriera
Il club è stato fondato il 25 agosto del 1903 presso il Matilda Anderssons Café. All'epoca, l'acronimo GIF stava per "Godtemplarnas Idrotts Förening Sundsvall", che sostanzialmente significava "Associazione Sportiva di Astemi di Sundsvall", dato che in quegli anni esisteva un movimento che promuoveva una Svezia senza alcool. Nel 1920, tuttavia, l'acronimo fu modificato in "Gymnastik- och Idrottsföreningen Sundsvall", ovvero "Associazione Ginnastica e Sportiva Sundsvall".
Durante i primi decenni, erano diversi gli sport praticati dalla società: il bandy (1913-1936), l'hockey su ghiaccio (1938-1967), ma anche ginnastica, sci di fondo, salto con gli sci, pallamano, atletica leggera, orientamento, pugilato, nuoto, pallacanestro, pattinaggio di figura, tennis e lo sport svedese del varpa, oltre che il calcio.
Nel 1942 la sezione calcistica ha vinto il Norrländska Mästerskapet, campionato regionale del Norrland. Nel 1953 il GIF Sundsvall ha raggiunto la Division 2, che all'epoca rappresentava il secondo livello più alto del campionato svedese. Quattro anni dopo la squadra ha terminato al 1º posto nel raggruppamento del Norrland, ma non è riuscita a salire in Allsvenskan poiché uscita sconfitta dagli spareggi contro l'IFK Eskilstuna, che a sua volta aveva vinto il raggruppamento dello Svealand.
Dopo aver visto sfumare la promozione agli spareggi in altre due occasioni (1961 e 1963), il salto nella massima serie è arrivato al termine del campionato 1964. L'esordio in Allsvenskan è stato comunque negativo per il GIF Sundsvall, che ha saputo ottenere solo 1 vittoria e quattro pareggi nell'arco di 22 partite, retrocedendo. Nel 1975 la squadra era nuovamente in Allsvenskan, ma anche in questo caso il campionato si è concluso con un ultimo posto in classifica.
La terza stagione nella massima serie è stata quella del 1987, terminata con una salvezza. L'anno successivo è arrivato quello che è ad oggi il miglior piazzamento della storia del club, un 5º posto ottenuto nell'Allsvenskan 1988 in una squadra che includeva anche Tomas Brolin, destinato poi a vincere coppe europee con il Parma.
Il GIF Sundsvall è sceso in seconda serie nel 1989, poi ha saputo ritornare immediatamente in Allsvenskan, salvo scendere nuovamente di categoria nel 1991 e ritornare nel massimo campionato nazionale solo nel 2000, rimanendovi fino al 2005. Altre due apparizioni sono state fatte nel 2008 e nel 2012, concluse entrambe con la retrocessione. La squadra è tornata poi in Allsvenskan a partire dal 2015. Al termine del campionato 2018 ha conseguito il miglior piazzamento nell'arco degli ultimi 30 anni, con l'8º posto ottenuto anche grazie ai 18 gol di Linus Hallenius. La stagione 2019, che ha visto anche la cessione di Hallenius a campionato in corso a causa dei problemi finanziari del club, si è conclusa con la discesa in Superettan. Due anni più tardi si è concretizzata la risalita in Allsvenskan.

## Palmarès

### Competizioni nazionali
- Norrländska Mästerskapet: 1

1942
- Division 1: 2

1990, 1999
- Division 2: 1

1986

### Altri piazzamenti
- Superettan:

Secondo posto: 2011, 2014, 2021
Promozione: 2007
- Division 1:

Vittoria play-off: 1990
- Norrländska Mästerskapet:

Finalista: 1928, 1951

## Organico

### Rosa 2022
Aggiornata al 7 aprile 2022.
| N. |                        | Ruolo | Calciatore          |
| -- | ---------------------- | ----- | ------------------- |
| 1  | Svezia (bandiera)      | P     | Andreas Andersson   |
| 2  | Svezia (bandiera)      | D     | Anton Eriksson      |
| 3  | Stati Uniti (bandiera) | D     | Forrest Lasso       |
| 4  | Svezia (bandiera)      | D     | Alexander Blomqvist |
| 5  | Svezia (bandiera)      | D     | Dennis Olsson       |
| 6  | Svezia (bandiera)      | C     | Daniel Stensson     |
| 7  | Svezia (bandiera)      | C     | Erik Andersson      |
| 8  | Svezia (bandiera)      | C     | Pontus Silfwer      |
| 9  | Svezia (bandiera)      | A     | Linus Hallenius     |
| 11 | Finlandia (bandiera)   | C     | Saku Ylätupa        |
| 14 | Norvegia (bandiera)    | C     | Paya Pichkah        |
| 15 | Svezia (bandiera)      | D     | Robert Lundström    |
| 16 | Svezia (bandiera)      | C     | Marcus Burman       |

| N. |                        | Ruolo | Calciatore        |
| -- | ---------------------- | ----- | ----------------- |
| 17 | Svezia (bandiera)      | A     | Alexander Larsson |
| 18 | Svezia (bandiera)      | C     | Jesper Carström   |
| 19 | Svezia (bandiera)      | D     | Teodor Stenshagen |
| 20 | Svezia (bandiera)      | D     | Niklas Dahlström  |
| 21 | Svezia (bandiera)      | A     | Pontus Engblom    |
| 22 | Svezia (bandiera)      | C     | Rasmus Lindkvist  |
| 23 | Svezia (bandiera)      | C     | Ludvig Nåvik      |
| 25 | Svezia (bandiera)      | C     | Johan Bengtsson   |
| 34 | Svezia (bandiera)      | P     | Oscar Linnér      |
| 35 | Svezia (bandiera)      | P     | Oscar Jonsson     |
|    | Stati Uniti (bandiera) | C     | Joe Corona        |
|    | Haiti (bandiera)       | A     | Ronaldo Damus     |